# 彗星·路西法
《彗星·路西法》是日本原創電視動畫作品，在2015年10月4日首播。

## 故事簡介
|  | 冒险之旅现在开始。你与伙伴们的命运相连。 |

閃耀著藍色光輝的礦石「吉夫特礦石」所覆蓋的大地，行星吉夫特。宗吾·天城是住在因吉夫特礦石採掘而繁榮的街道「因迪戈花園」的純樸少年。愛好收集稀有礦石的宗吾，某天被捲入同級生卡恩、羅曼、奧托等人引發的騷動，迷失在礦山深處的地底湖。在那裡，宗吾遇到了一位不可思議的少女，隨風飄逸的藍色長髮，直直凝視的紅色瞳孔。究竟她是什麼人，這次邂逅給宗吾帶來了什麼？隨後，結下的牽絆打開了通往冒險之門……

## 登場角色

### 主要人物
宗吾·天城（聲：小林裕介、Lynn（童年））
住在靛藍花园的少年。年幼时双亲去世，由多蒙扶養長大。也许是因为母亲是吉夫特矿石研究者的缘故，非常喜欢矿石。
菲莉雅（聲：大橋彩香）
宗吾在靛藍花园地底遇到的神秘少女。喜歡宗吾。
莫·利提卡·切切斯·乌拉（聲：水瀨祈）
宗吾遇到的谜之生物。似乎全身都由吉夫特矿石构成。通称「莫拉」。是菲莉雅的守護者。

### 宗吾友人
佳音·蘭徹斯特（聲：高橋李依）
宗吾的同班同学。明朗活泼的清爽少女。喜欢宗吾。家里是因迪戈花园有名的商家。結局後嫁給羅曼瓦洛夫。
罗曼·瓦洛夫（聲：寺島拓篤）
宗吾的同级生。统治靛藍花园的瓦洛夫家嫡男。学校第一的帅气优雅男子。
奧托·摩多（聲：諏訪彩花）
宗吾的同级生，罗曼的同班同学。生于世代以管家身份侍奉瓦洛夫家的家系，因此自幼便以罗曼的管家身份与他共同行动。

### 街道居民
一·多·蒙（聲：三宅健太）
经营着凡特雷莫咖啡馆的店主。一直照顾着失去双亲的宗吾，对宗吾来说是养育了自己的亲人。曾是吉夫特行政府的軍人。和宗吾的母親是朋友。
瑪爾維娜·阿尼安斯（マルヴィナ・アニアンス，聲：三森鈴子）
在靛藍花园经营面包店的大姐姐。宗吾等人亲切地称她为“维”。

### 吉夫特行政府
修特·普萊斯（聲：速水獎）
行政府军的首领。加斯的直属上司。
加斯·斯圖爾特（聲：濱田賢二）
吉夫特行政府的军人。战斗能力很强，却苦于无聊的每一天。与冷静的面容相反，一直追求着能让自己热血起来的战斗。崇拜著在軍中的德蒙。
文森特·达德利（聲：江川央生）
驻扎在紫色花园地区的部队队长。视加斯为敌人。

### 其他
惠奈·天城（聲：能登麻美子）
宗吾的母親。“利玛”假说的提出者，專注研究紅色礦石，为了生成能够超越吉夫特矿石的名为“路西法”的能源而进行研究。在宗吾幼年時被行政府内吉夫特矿石的推进派人员暗杀。並在火場中而去世。
派屈克·楊（聲：田村睦心）
原为吉夫特行政府的军人。从心底崇拜着加斯。说话刻薄，很爱生气。外号是“帕克”。
阿爾弗里德·麦卡伦（聲：間島淳司）
超强駭客。称菲莉亚为“Mademoiselle（小姐）”，固执地追踪着她。被加斯等人称作“阿尔”。

## 電視動畫

### 製作人員
- 原作：Project Felia
- 監督：菊地康仁
- 劇本指導：中山敦史
- 原案、劇本統籌、劇本：野村祐一
- 人物設定、總作畫指導：高橋裕一
- 機械設定：柳瀨敬之
- 顯示器設計：荒木宏文
- 動作導演：神谷智大
- 美術設定：益田健太、氏家誠
- 美術監督：益田健太
- 色彩設計：藤木由香里
- 攝影監督：佐藤洋
- CG導演：都田崇之
- 編輯：木村佳史子
- 音響監督：明田川仁
- 音樂：加藤達也
- 音樂制作：Lantis
- 音樂製作人：伊藤善之
- 主製片人：大河原健、奈良井昌幸、阪口英昭
- 製片人：菊川裕之、鈴木彩史、木皿陽平、大和田智之、植木達也、雪田雅人、中島保裕
- 動畫製作人：葛西励
- 動畫制作：8bit
- 製作：「彗星·路西法」製作委員會（萬代影視、8bit、颯美、Lantis、BS11、武士道、Sony PCL、Good Smile Company）

### 主題曲
形象歌曲
「Story of Lucifer」
作詞：唐澤美帆，作曲、編曲：加藤達也，主唱：TRUE
第9、11、12話作插曲使用。

作詞：林英樹，作曲：加藤達也、佐藤純一，弦樂安排：加藤達也，主唱：fhána
第7話作插曲使用。

作詞：畑亞貴，作曲：矢吹香那，編曲：前口涉，主唱：大橋彩香
第10話作片尾曲使用。
片頭曲
「 〜The Seed and the Sower〜」
作詞：林英樹，作曲：佐藤純一，弦樂安排：川本新，編曲、主唱：fhána
片尾曲
（第1－4話）
作詞：畑亞貴，作曲、編曲：藤末樹，主唱：大橋彩香
「evolve」（第5話）
作詞：唐澤美帆，作曲、編曲：加藤達也，主唱：TRUE
（第6－8話）
作詞：畑亞貴，作曲：原田篤，編曲：酒井拓也，主唱：大橋彩香
（第9話）
作詞：林英樹，作曲：佐藤純一，編曲：fhána、川本新，主唱：fhána
（第10－12話）
作詞：畑亞貴，作曲：矢吹香那，編曲：前口涉，主唱：大橋彩香

### 各話列表
| 話數 | 日文標題 | 中文標題       | 劇本       | 分鏡                       | 演出              | 作畫監督                                                                               | 片尾插畫 |
| ---- | -------- | -------------- | ---------- | -------------------------- | ----------------- | -------------------------------------------------------------------------------------- | -------- |
| #1   |          | 大地與少年     | 野村祐一   | 菊地康仁                   | 鈴木孝聰          | 高橋裕一、江畑諒真 鈴木俊二                                                            | 高橋裕一 |
| #2   |          | 在同個屋簷下   | 野村祐一   | 龜井治                     | 中山敦史          | 酒井秀基                                                                               | 高橋裕一 |
| #3   |          | 靛藍花園       | 森江美咲   | 菊地康仁                   | 中山敦史 森義博   | 鈴木俊二、高橋瑞香 關口雅浩、糸島雅彥 鎌田均、謝苑倩、逵村六                           | 高橋裕一 |
| #4   |          | 暴風雨         | 待田堂子   | 名村英敏                   | 久保山英一        | 篁馨、北村友幸 平馬浩司                                                                | 高橋裕一 |
| #5   |          | 重疊的靈魂     | 野村祐一   | 福田道生                   | 森義博 鈴木孝聰   | 小林利充、橫井秀章                                                                     | 高橋裕一 |
| #6   |          | Flower Boy     | 大河內一樓 | 山本裕介                   | 間島崇寬          | 江畑諒真                                                                               | 高橋裕一 |
| #7   |          | 溫暖的地方     | 待田堂子   | 佐藤真二                   | 鈴木孝聰          | 關口雅浩、小林利充 日高真由美、熊田亞輝 酒井秀基、入江篤                               | 高橋裕一 |
| #8   |          | 路             | 野村祐一   | 寺東克己                   | 水本葉月 玉田博   | 小倉典子、平馬浩司 北村友幸、櫻井拓郎 竹田欣弘、加藤愛仁 關口雅浩、日高真由美 竹本未希 | 高橋裕一 |
| #9   |          | 想要傳達的心意 | 大河内一樓 | 名村英敏                   | 重原克也 喜多幡徹 | 依田正彥、柳瀨讓二 門智昭、鳥山冬美                                                    | 高橋裕一 |
| #10  |          | 深淵的祭壇     | 待田堂子   | 山本裕介                   | 間島崇寬          | 橫井秀章、藤川太 熊田亞輝、日高真由美                                                  | 高橋裕一 |
| #11  |          | 墮落天使       | 野村祐一   | 山本裕介 古川知宏 長井春樹 | 森義博            | 關口雅浩、鎌田均 糸島雅彥、小林利充                                                    | 高橋裕一 |
| #12  |          | 星與少年       | 野村祐一   | 菊地康仁                   | 鈴木孝聰          | 高橋裕一、桂憲一郎 入江篤、酒井秀基                                                    | 高橋裕一 |

### 藍光版
| 卷數 | 發售日        | 收錄話數    | 規格編號  |
| ---- | ------------- | ----------- | --------- |
| 1    | 2016年1月29日 | 第1 - 2話   | BCXA-1061 |
| 2    | 2016年2月24日 | 第3 - 4話   | BCXA-1062 |
| 3    | 2016年3月25日 | 第5 - 6話   | BCXA-1063 |
| 4    | 2016年4月22日 | 第7 - 8話   | BCXA-1064 |
| 5    | 2016年5月27日 | 第9 - 10話  | BCXA-1065 |
| 6    | 2016年6月24日 | 第11 - 12話 | BCXA-1066 |

## 外部連結
- 電視動畫「彗星·路西法」官方網站 （页面存档备份，存于）（日語）
- 電視動畫「彗星·路西法」官方的X（前Twitter）（日語）